# Азет
Азе́ (фр. Azet, окс. Àdet) — коммуна во Франции, находится в регионе Окситания. Департамент — Верхние Пиренеи. Входит в состав кантона Вьель-Ор. Округ коммуны — Баньер-де-Бигор.
Код INSEE коммуны — 65058.

## География
Коммуна расположена приблизительно в 690 км к югу от Парижа, в 125 км юго-западнее Тулузы, в 55 км к юго-востоку от Тарба.

## Климат
Климат умеренно-океанический с солнечной тёплой погодой и обильными осадками на протяжении практически всего года.

## Население
| Год  | Численность | Численность |
| ---- | ----------- | ----------- |
| 2013 | 152         |             |
| 2015 | 159         | [ 8 ]       |
| 2016 | 156         | [ 9 ]       |
| 2017 | 148         | [ 10 ]      |
| 2018 | 143         | [ 11 ]      |
| 2019 | 143         | [ 12 ]      |
| 2020 | 143         | [ 13 ]      |
| 2021 | 143         | [ 14 ]      |
| 2022 | 146         | [ 4 ]       |

## Администрация
| Период | Период | Фамилия          | Партия                  | Примечания |
| ------ | ------ | ---------------- | ----------------------- | ---------- |
| 2001   | 2020   | Жан-Мишель Карро | Социалистическая партия |            |

## Экономика
В 2010 году среди 100 человек трудоспособного возраста (15-64 лет) 77 были экономически активными, 23 — неактивными (показатель активности — 77,0 %, в 1999 году было 80,2 %). Из 77 активных жителей работали 76 человек (44 мужчины и 32 женщины), безработной была 1 женщина. Среди 23 неактивных 5 человек были учениками или студентами, 11 — пенсионерами, 7 были неактивными по другим причинам.

## Достопримечательности
- Церковь Успения Божьей Матери (XII век). Исторический памятник с 1995 года[16]

## Фотогалерея

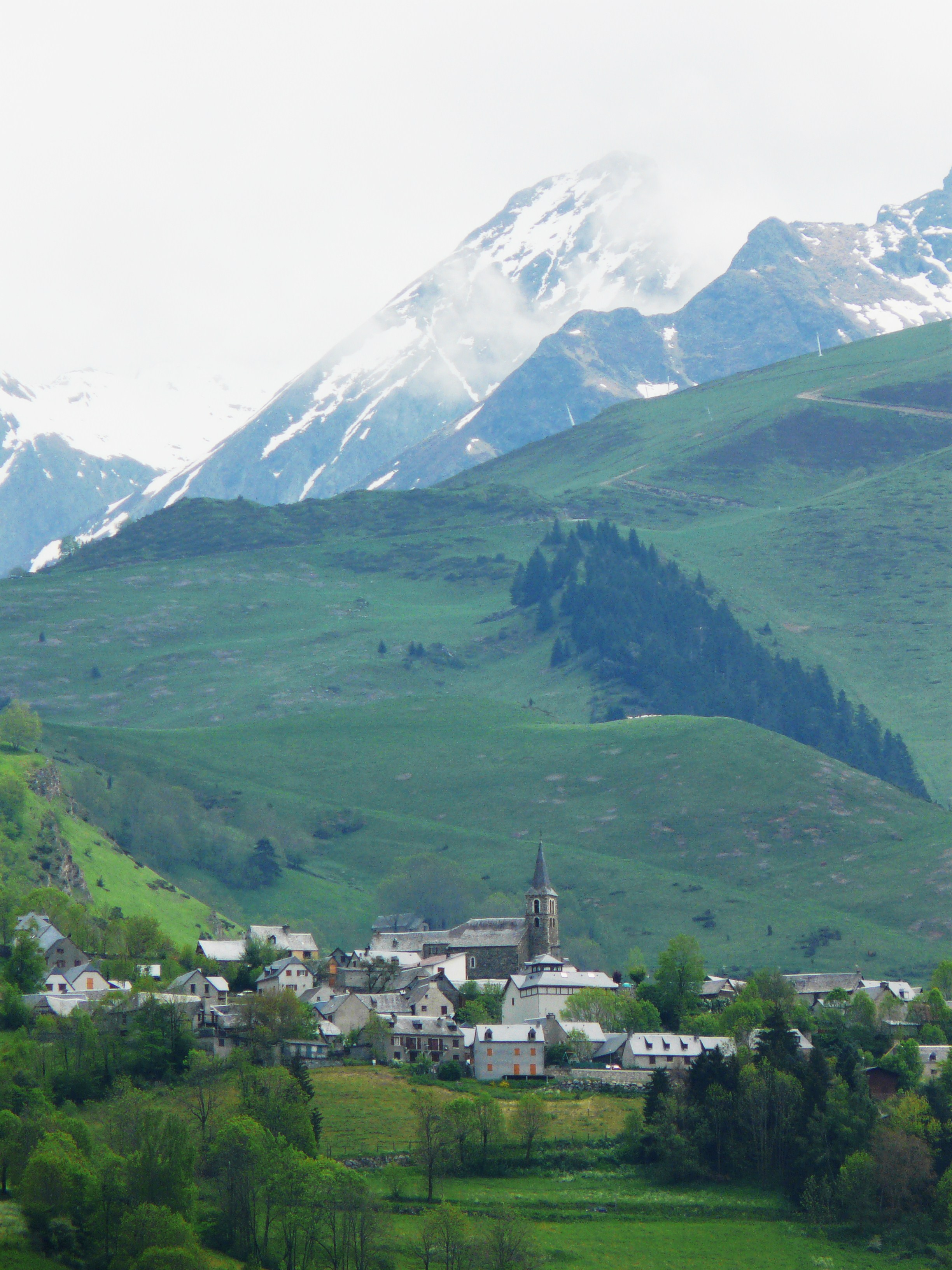
Азе
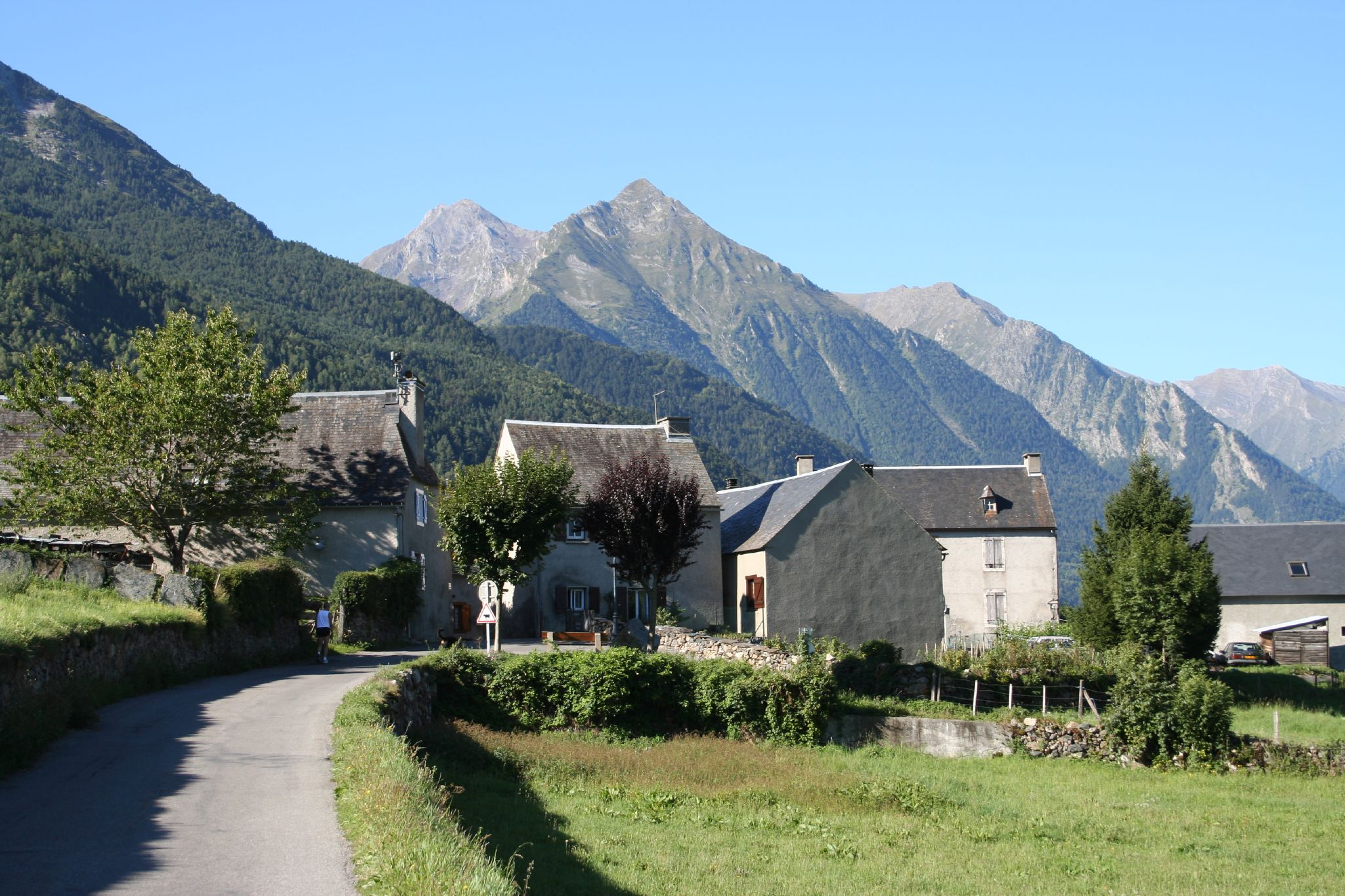
Азе
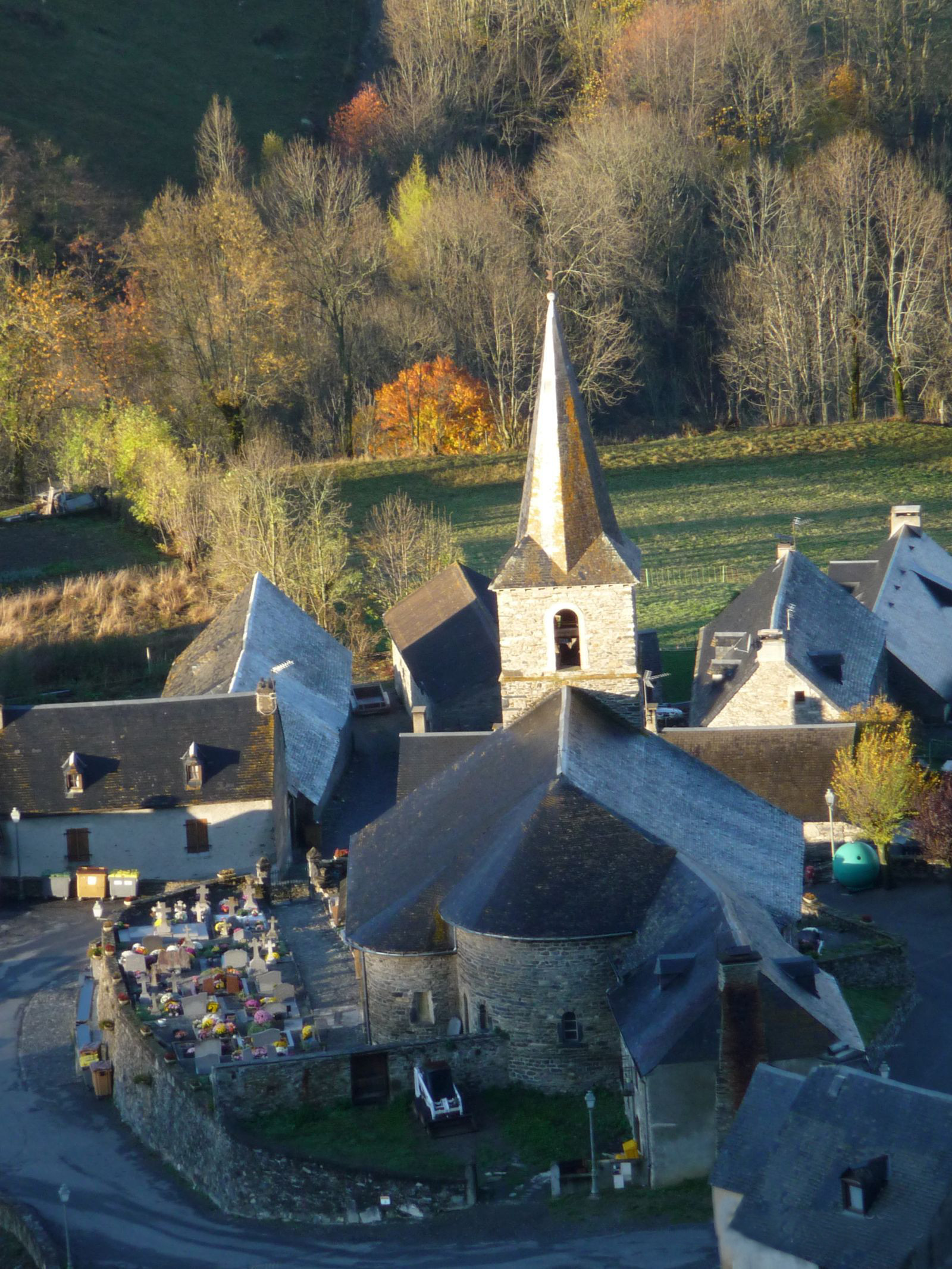
Церковь Успения Божьей Матери
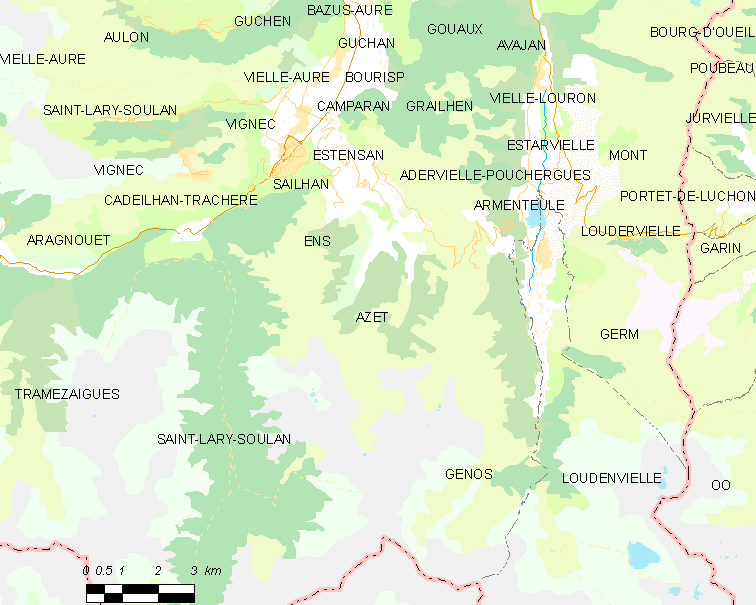
Карта коммуны